# Randstad (região)

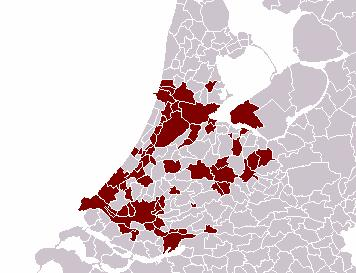
Conurbação de Randstad, nos Países Baixos.

Randstad é uma zona metropolitana dos Países Baixos que vai de Amesterdão a Roterdão, com mais de seis milhões de habitantes.